# Barry Commoner
Barry Commoner (28. května 1917 New York – 30. září 2012 tamtéž) byl americký přírodovědec, spisovatel, environmentální aktivista a politik. Pro svůj radikalismus byl označován jako „Paul Revere mezi ochránci životního prostředí“ a v roce 1970 obdržel výroční cenu Mezinárodní humanistické a etické unie.
Narodil se v Brooklynu v rodině židovských přistěhovalců z Ruska. Studoval na Kolumbijské univerzitě a Harvardově univerzitě, kde v roce 1941 získal doktorát v oboru zoologie. Za druhé světové války sloužil u námořního letectva. V roce 1947 nastoupil na Washingtonovu univerzitu v Saint Louis, kde až do roku 1981 vyučoval fyziologii rostlin, později působil na newyorské Queens College. Byl jedním ze zakladatelů odborného časopisu Journal of Theoretical Biology a členem Americké asociace pro rozvoj vědy, která mu udělila ocenění Newcomb Cleveland Prize.
Jako přední veřejný intelektuál se zabýval otázkami bídy v zemích Třetího světa a dopadu moderních technologií na životní prostředí. Publikoval práci o vlivu zvýšené radioaktivity na zdraví dětí a vedl kampaň vedoucí k mezinárodní dohodě o částečném zákazu nukleárních testů, uzavřené v roce 1963. Vydal knihy Science and Survival (1966), The Closing Circle: Nature, Man, and Technology (1971), The Poverty of Power (1976), The Politics of Energy (1979) a Making Peace With the Planet (1990). Formuloval zásadu, že v ekologii „všechno souvisí se vším a nic není zadarmo“, ve své kritice hospodářského systému zaměřeného na maximální zisk bez ohledu na externality vycházel z marxistických pozic. Kandidoval v prezidentských volbách v roce 1980 za Občanskou stranu, získal 0,3 % hlasů.